# Cheraia
Cheraia (în arabă الشرائع) este o comună din provincia Skikda, Algeria.
Populația comunei este de 18.759 de locuitori (2008).